# Lyropecten
Genre
Lyropecten est un genre de mollusques bivalves de la famille des Pectinidae.

## Liste d'espèces
Selon World Register of Marine Species (11 juin 2010) :
- Lyropecten corallinoides (d'Orbigny, 1834)
- Lyropecten kallinubilosus (F. M. Bayer, 1943)
- Lyropecten nodosus
- Lyropecten noduliferus Sowerby, 1842